# セクスプロイテーション

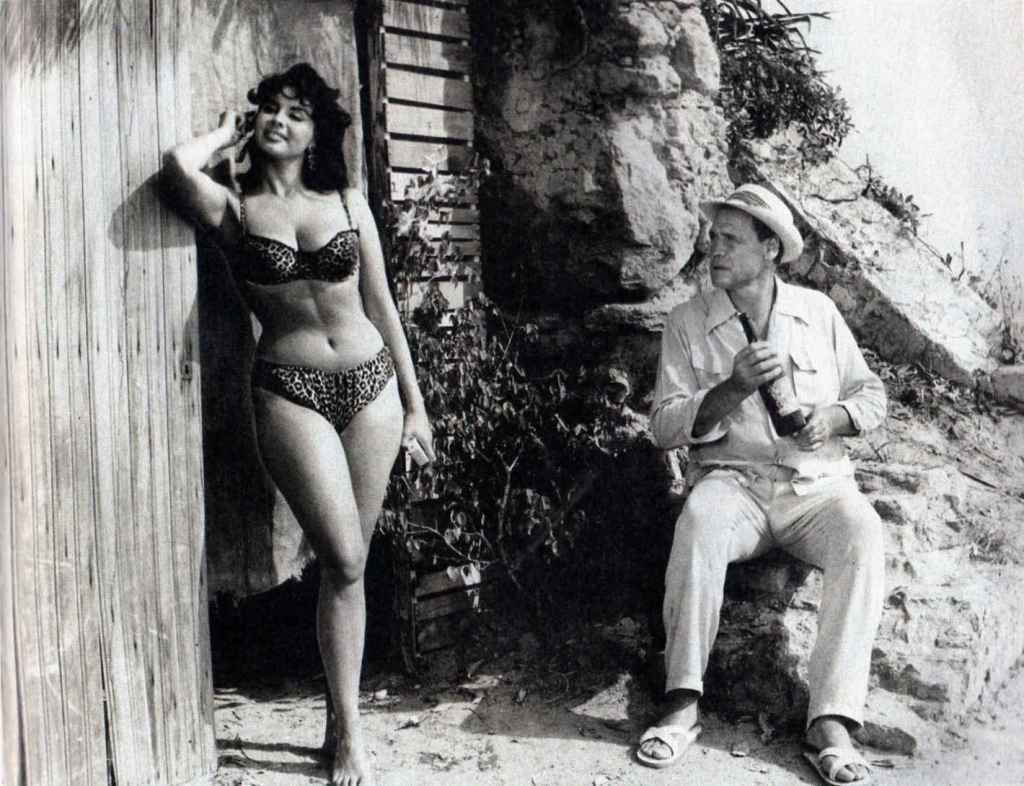
アルゼンチンの監督アルマンド・ボー（右）と女優イザベル・サルリ（左）は、多数のセクスプロイテーション映画を撮った。サルリはセクスプロイテーション界で最大のスターの1人と認識されている。

セクスプロイテーションまたはセックス・エクスプロイテーションは、エクスプロイテーション（搾取）映画の内、特に性的描写を観客からの搾取の手段とする映画。狭義には主に1960年代に独立資本で製作された低予算セックス／ヌード映画を指す。アメリカでは、これらの映画は通常（1970年代、80年代のハードコア主体の成人向映画館の先駆けである）都市部のストリップ劇場で公開された。ソフトコアという用語は、ハードコアポルノが合法化された後に、「露骨でない（実際に性行為を演じてはいない）セクスプロイテーション映画」を示すのに造られた言葉で、現在でもしばしば用いられる。ヌードシーンのある映画は、同様にセクスプロイテーション映画のサブジャンルであると、みなされている。

## 歴史

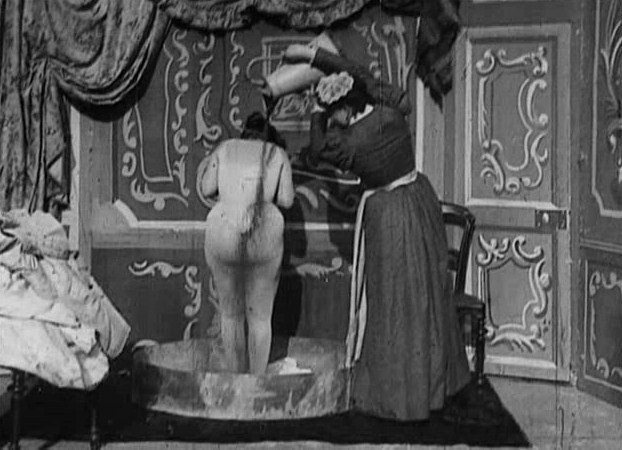
舞踏会のあとの入浴（1897年）

世界初の職業映画監督と言われるジョルジュ・メリエスの1897年の映画『舞踏会のあとの入浴』(Après le bal-le tub) において、既にヌードシーンは見られる。（厳密には肌色の肉襦袢を着用しているため、ヌードではない。）黎明期のサイレント時代にも、ヌードを呼び物とする映画は複数存在した（ただし、その後規制が厳しくなったため、該当箇所がカットされたり、作品そのものが抹消されたりと、現存している物は少ないため、その当時の映画におけるヌードの取り扱いについては現在では検証が難しくその全貌はつまびらかにはなっていない）。
アメリカでは1930年にアメリカ映画製作配給業者協会（MPPDA - 現在のMPAA)により定められたヘイズコードにより、ハリウッドから性的描写、ヌードシーンが事実上締め出された結果、ハリウッドの外にセックス／ヌード映画、即ちセクスプロイテーション映画の市場が生みだされた。これらは性教育映画、ヌーディスト映画などとして、法律の抜け道を模索しながら製作された。ヨーロッパではアメリカより性の規制が緩やかであり、アメリカの独立系配給会社が輸入・配給したヨーロッパ映画がアメリカでの性表現の幅を広げるという現象が繰り返された。
初期には『インモラル・ミスター・ティーズ』（1959年）、『The Adventures of Lucky Pierre』（1961年）、『Scum of the Earth!』（1963年）、『The Orgy at Lil's Place』（1963年）、『肉体の罠』（1964年）などのセクスプロイテーション映画が登場した。
1960年代は古い規範に対抗するカウンターカルチャームーブメントが世界中に広まった時代であった。1960年代から、ヨーロッパや日本の芸術性の高い映画において、踏み込んだ性表現が行われることが多くなっていた（よく言及される事例としては、1958年のフランス映画『恋人たち』、1962年の英米合作映画『ロリータ』、1963年のスウェーデン映画『沈黙』、1964年の日本映画『鬼婆』などが挙げられる）。このような1960年代の時代背景に後押しされて、セクスプロイテーション映画も徐々に表現を過激化させていき、全盛期を迎える。
しかし、アメリカで1968年にヘイズ・コードが廃止され、その後、なし崩しにポルノが解禁となり、1970年代前後にはヨーロッパの多くの国で実質的にポルノが解禁されたことから、一気に下火になるも、各国でレイティングが厳正化されたことから、年齢的にポルノを見ることが出来ない若年層やポルノ映画に足を運びにくい女性層を対象に息を吹き返す。特に、1974年公開のフランス映画『エマニエル夫人』は女性層を中心に全世界的なヒットとなった。今日でも一定の需要が見込めるため制作は絶えることがなく、大ヒットとなる作品や物議を醸す作品もしばしば見受けられる。

## 白衣の人
1960年代後期に、アメリカのわいせつ法はスウェーデンの映画『私は好奇心の強い女 』 (I Am Curious (Yellow) - Jag är nyfiken - gul) によって試された。米国最高裁判所は、映画の持つ教育的な背景に基づき許可の判決を下した。そのため1960年代後期と1970年代初期には「白衣の人」 (white coaters) と広く呼ばれたいくつかのセクスプロイテーション映画が見られた。これらの映画では、白衣を着た医者が映画の内容の紹介をすることにより、教育的であるという意味合いを持たせたのである。法律が緩和されるまで、『愛の言葉』 (Kärlekens språk) や、その他のスウェーデン映画とアメリカ映画はこの方法を利用した。

## 著名なセクスプロイテーション監督
- ラス・メイヤー
- ドリス・ウィッシュマン
- デイヴィッド・F・フリードマン
- ジョセフ・W・サルノ
- ハーシェル・ゴードン・ルイス

- マイケル・フィンドレイ
- ラドリー・メツガー
- アンディ・ミリガン
- en:Carl Monson
- ティント・ブラス

- ジェス・フランコ
- ジャン・ローラン
- スタンリー・ロング
- R・L・フロスト